# Satoshi Motoyama
Satoshi Motoyama (本山哲?, Motoyama Satoshi; Tokyo, 4 marzo 1971) è un pilota automobilistico giapponese.

## Carriera
Dopo 5 stagioni coi kart, Motoyama passa all'automobilismo sportivo nel 1990, facendo il suo esordio nella F3 giapponese. A partire dal 1996 disputa la Formula Nippon, categoria in cui riuscirà a conquistare ben 4 titoli (1998, 2001, 2003 e 2005). In parallelo, quale pilota ufficiale Nissan, partecipa al campionato nipponico gran turismo (il JGTC, oggi noto come Super GT), con tre titoli vinti (2003, 2004 e 2008).
Nel 2003, Satoshi Motoyama ha avuto l'opportunità di guidare delle monoposto di Formula 1, seppure non da pilota titolare. Nel Gran Premio del Giappone è stato terzo pilota per la Jordan-Ford nel corso delle prove del venerdì. In dicembre poi la Renault (Renault e Nissan appartengono allo stesso gruppo) gli ha garantito un giorno di test presso il Circuito di Jerez in Spagna.
Nel 2008 Motoyama, assieme a Benoît Tréluyer, vince il campionato giapponese Super GT per la terza volta in carriera, con la Xanavi Nismo GT-R. Motoyama e Tréluyer si impongono in tre gare su nove.
Nel 2012 fu uno dei tre piloti della Nissan Deltawing (prototipo fuori classifica), a 6 ore e 15 minuti dall'inizio della corsa venne doppiato dalle vetture di testa e con una di queste ebbe un incidente.
Con le direttive dei meccanici Motoyama tentò di riparare a bordo pista la vettura per 90 minuti ma alla fine fu costretto al ritiro.

## Risultati sportivi

### Formula Nippon
| Year | Entrant             | 1       | 2       | 3       | 4       | 5       | 6       | 7       | 8       | 9       | 10      | 11      | Punti | Pos |
| ---- | ------------------- | ------- | ------- | ------- | ------- | ------- | ------- | ------- | ------- | ------- | ------- | ------- | ----- | --- |
| 1996 | FUNAI SUPER AGURI   | SUZ 7   | MIN Ret | FUJ 5   | TOK 17  | SUZ 12  | SUG 3   | FUJ 5   | MIN 6   | SUZ Rit | FUJ Rit |         | 9     | 10° |
| 1997 | FUNAI SUPER AGURI   | SUZ 4   | MIN DNS | FUJ Rit | SUZ Rit | SUG Rit | FUJ Rit | MIN 6   | MOT Rit | FUJ 4   | SUZ     |         | 7     | 11° |
| 1998 | LEMONed Le Mans     | SUZ Ret | MIN 1   | FUJ 1   | MOT 2   | SUZ Rit | SUG 4   | FUJ C   | MIN 1   | FUJ 2   | SUZ Rit |         | 45    | 1°  |
| 1999 | UNLIMITED Le Mans   | SUZ 1   | MOT 2   | MIN 1   | FUJ Ret | SUZ Rit | SUG 2   | FUJ 3   | MIN Rit | MOT 1   | SUZ Rit |         | 46    | 2°  |
| 2000 | IMPUL               | SUZ 6   | MOT 4   | MIN Rit | FUJ 8   | SUZ 6   | SUG 4   | MOT 3   | FUJ 2   | MIN 2   | SUZ 1   |         | 34    | 3°  |
| 2001 | excite IMPUL        | SUZ Ret | MOT 9   | MIN 1   | FUJ Rit | SUZ 1   | SUG 1   | FUJ 4   | MIN 1   | MOT 2   | SUZ Rit |         | 49    | 1°  |
| 2002 | Xbox IMPUL          | SUZ Ret | FUJ 1   | MIN 1   | SUZ 5   | MOT 1   | SUG Rit | FUJ 3   | MIN 1   | MOT 4   | SUZ 1   |         | 60    | 2°  |
| 2003 | IMPUL               | SUZ 1   | FUJ 1   | MIN 1   | MOT 9   | SUZ 14  | SUG 1   | FUJ 2   | MIN 13  | MOT 2   | SUZ 3   |         | 56    | 1°  |
| 2004 | ADiRECT 5ZIGEN      | SUZ 5   | SUG 12  | MOT 5   | SUZ 4   | SUG 1   | MIN 6   | SEP Rit | MOT 5   | SUZ 6   |         |         | 21    | 6°  |
| 2005 | Arting IMPUL        | MOT 4   | SUZ 4   | SUG 1   | FUJ 2   | SUZ 1   | MIN 3   | FUJ 13  | MOT 1   | SUZ 2   |         |         | 52    | 1°  |
| 2006 | arting IMPUL        | FUJ 3   | SUZ 8   | MOT 3   | SUZ 3   | AUT Ret | FUJ 3   | SUG 5   | MOT Rit | SUZ Ret |         |         | 16    | 5°  |
| 2007 | Arabian Oasis IMPUL | FUJ Rit | SUZ 1   | MOT 6   | OKA 10  | SUZ 1   | FUJ Rit | SUG 4   | MOT 11  | SUZ 1   |         |         | 38    | 4°  |
| 2008 | Team LeMans         | FUJ Rit | SUZ 4   | MOT 16  | OKA Rit | SUZ1 8  | SUZ2 3  | MOT1 9  | MOT2 5  | FUJ1 14 | FUJ2 14 | SUG Rit | 14    | 11° |

### Risultati 24 Ore di Le Mans
| Anno | Team                      | Co-Piloti                       | Auto             | Classe | Giri | Pos. | Classe Pos. |
| ---- | ------------------------- | ------------------------------- | ---------------- | ------ | ---- | ---- | ----------- |
| 1998 | Nissan Motorsports TWR    | Takuya Kurosawa Masami Kageyama | Nissan R390 GT1  | GT1    | 319  | 10°  | 9°          |
| 1999 | Nissan Motorsports        | Michael Krumm Érik Comas        | Nissan R391      | LMP    | 110  | DNF  | DNF         |
| 2012 | Highcroft Racing          | Marino Franchitti Michael Krumm | DeltaWing-Nissan | UNC    | 75   | DNF  | DNF         |
| 2014 | Nissan Motorsports Global | Lucas Ordóñez Wolfgang Reip     | Nissan ZEOD RC   | UNC    | 5    | DNF  | DNF         |

### Formula 1
| 2003 | Scuderia | Vettura |  |  |  |  |  |  |  |  |  |  |  |  |  |  |  |    |  | Punti | Pos. |
| ---- | -------- | ------- |  |  |  |  |  |  |  |  |  |  |  |  |  |  |  | -- |  | ----- | ---- |
| 2003 | Jordan   | EJ13    |  |  |  |  |  |  |  |  |  |  |  |  |  |  |  | TP |  | –     |      |

| Legenda | 1º posto     | 2º posto | 3º posto    | A punti         | Senza punti/Non class.  | Grassetto – Pole position Corsivo – Giro più veloce |
| Legenda | Squalificato | Ritirato | Non partito | Non qualificato | Solo prove/Terzo pilota | Grassetto – Pole position Corsivo – Giro più veloce |